# Mistrzostwa Europy Juniorów w Bobslejach 2025
Mistrzostwa Europy Juniorów w Bobslejach 2025 – zawody o tytuł mistrza Europy juniorów w bobslejach, które w ramach zawodów Pucharu Europy odbyły się w dniu 30 stycznia 2025 r. w łotewskiej Siguldzie oraz w dniu 22 lutego 2025 r. w niemieckim Winterbergu. Zgodnie z programem mistrzostw zawody monobobów kobiet i dwójek mężczyzn zorganizowano na torze w Siguldzie, zaś dwójek kobiet i czwórek mężczyzn na torze w Winterbergu. W trzech z czterech konkurencji (z wyłączeniem czwórek mężczyzn) wyłoniono także medalistów w kategorii U23.

## Wyniki

### Monoboby kobiet
- Data: 30 stycznia 2025
- Miejscowość:  Sigulda

| Pozycja | U23    | Zawodniczka         | Reprezentacja | 1. ślizg | 1. ślizg | 2. ślizg | 2. ślizg | Czas łączny | Strata |
| Pozycja | U23    | Zawodniczka         | Reprezentacja | Czas     | Pozycja  | Czas     | Pozycja  | Czas łączny | Strata |
| ------- | ------ | ------------------- | ------------- | -------- | -------- | -------- | -------- | ----------- | ------ |
| złoto   | złoto  | Patrícia Tajcnárová | Czechy        | 54.26    | 1.       | 55.25    | 1.       | 1:49.51     | —      |
| srebro  | srebro | Selina Isler        | Szwajcaria    | 54.47    | 2.       | 55.69    | 2.       | 1:50.16     | +0.65  |
| brąz    | brąz   | Georgeta Popescu    | Rumunia       | 54.92    | 3.       | 56.27    | 3.       | 1:51.19     | +1.68  |
| 4.      | 4.     | Amēlija Kotāne      | Łotwa         | 55.12    | 4.       | 56.53    | 4.       | 1:51.65     | +2.14  |
| 5.      | –      | Robin Post          | Holandia      | 1:01.11  | 5.       | 57.29    | 5.       | 1:58.40     | +8.89  |

### Dwójki kobiet
- Data: 22 lutego 2025
- Miejscowość:  Winterberg

| Pozycja | U23    | Zawodniczki                         | Reprezentacja | 1. ślizg | 1. ślizg | 2. ślizg | 2. ślizg | Czas łączny | Strata |
| Pozycja | U23    | Zawodniczki                         | Reprezentacja | Czas     | Pozycja  | Czas     | Pozycja  | Czas łączny | Strata |
| ------- | ------ | ----------------------------------- | ------------- | -------- | -------- | -------- | -------- | ----------- | ------ |
| złoto   | –      | Leona Klein Sydney Hollering        | Niemcy        | 57.12    | 1.       | 57.82    | 4.       | 1:54.94     | —      |
| srebro  | złoto  | Diana Filipszki Carolin Kupsch      | Niemcy        | 57.46    | 3.       | 57.50    | 1.       | 1:54.96     | +0.02  |
| brąz    | –      | Charlotte Candrix Lena Brunnhübner  | Niemcy        | 57.38    | 2.       | 57.67    | 2.       | 1:55.05     | +0.11  |
| 4.      | –      | Lea Haslwanter Isabela Indruchova   | Austria       | 57.63    | 4.       | 57.74    | 3.       | 1:55.37     | +0.43  |
| 5.      | srebro | Patrícia Tajcnárová Kristýna Migová | Czechy        | 58.00    | 6.       | 57.93    | 5.       | 1:55.93     | +0.99  |
| 6.      | –      | Selina Isler Lia Flattich           | Szwajcaria    | 57.98    | 5.       | 58.33    | 8.       | 1:56.31     | +1.37  |
| 7.      | brąz   | Georgeta Popescu Antonia Sârbu      | Rumunia       | 58.54    | 8.       | 58.19    | 6.       | 1:56.73     | +1.79  |
| 8.      | –      | Loren Djolo Manon Schoop            | Holandia      | 58.49    | 7.       | 58.28    | 7.       | 1:56.77     | +1.83  |
| 9.      | –      | Noemi Cavalleri Anna Costella       | Włochy        | 1:01.48  | 9.       | 59.48    | 9.       | 2:00.96     | +6.02  |

### Dwójki mężczyzn
- Data: 30 stycznia 2025
- Miejscowość:  Sigulda

| Pozycja | U23   | Zawodnicy                    | Reprezentacja   | 1. ślizg | 1. ślizg | 2. ślizg | 2. ślizg | Czas łączny | Strata |
| Pozycja | U23   | Zawodnicy                    | Reprezentacja   | Czas     | Pozycja  | Czas     | Pozycja  | Czas łączny | Strata |
| ------- | ----- | ---------------------------- | --------------- | -------- | -------- | -------- | -------- | ----------- | ------ |
| złoto   | –     | Joshua Hudson Jens Hullah    | Wielka Brytania | 50.61    | 1.       | 51.23    | 3.       | 1:41.84     | —      |
| srebro  | –     | Andrei Turea Rareș Dincă     | Rumunia         | 50.68    | 2.       | 51.20    | 2.       | 1:41.88     | +0.04  |
| srebro  | –     | Renārs Grantiņš Mairis Kļava | Łotwa           | 50.75    | 3.       | 51.13    | 1.       | 1:41.88     | +0.04  |
| 4.      | złoto | Kilian Rohn Noël Limacher    | Szwajcaria      | 51.13    | 4.       | 52.16    | 4.       | 1:43.29     | +1.45  |

### Czwórki mężczyzn
- Data: 22 lutego 2025
- Miejscowość:  Winterberg

| Pozycja | U23 | Zawodnicy                                                    | Reprezentacja | 1. ślizg | 1. ślizg | 2. ślizg | 2. ślizg | Czas łączny | Strata |
| Pozycja | U23 | Zawodnicy                                                    | Reprezentacja | Czas     | Pozycja  | Czas     | Pozycja  | Czas łączny | Strata |
| ------- | --- | ------------------------------------------------------------ | ------------- | -------- | -------- | -------- | -------- | ----------- | ------ |
| złoto   | –   | Alexander Czudaj Adrian Lüdtke Tim Kesseler Nino Vogel       | Niemcy        | 54.94    | 1.       | 55.29    | 1.       | 1:50.23     | —      |
| srebro  | –   | Laurin Zern Marvin Paul Christoph Peth Alexander Schaller    | Niemcy        | 55.13    | 2.       | 55.29    | 1.       | 1:50.42     | +0.19  |
| brąz    | –   | Matěj Běhounek David Bureš Pavel Jindra Antonín Wijas        | Czechy        | 55.66    | 4.       | 55.47    | 3.       | 1:51.13     | +0.90  |
| 4.      | –   | Nils Reich Andri Koeferli Tobias Gnägi Joshua Eichenberger   | Szwajcaria    | 55.62    | 3.       | 55.54    | 4.       | 1:51.16     | +0.93  |
| 5.      | –   | Jan Scherrer Leandros Manganas Lars Grüninger Nils Grüninger | Szwajcaria    | 55.87    | 5.       | 55.82    | 5.       | 1:51.69     | +1.46  |
| 6.      | –   | Andrei Turea Valentin Bucur Mihai Calancea Rareș Dincă       | Rumunia       | 56.61    | 6.       | 56.22    | 6.       | 1:52.83     | +2.60  |

## Klasyfikacja medalowa
| Miejsce | Państwo         |   |   |   | Razem |
| ------- | --------------- | - | - | - | ----- |
| 1.      | Niemcy          | 3 | 2 | 1 | 6     |
| 2.      | Czechy          | 2 | 1 | 1 | 4     |
| 3.      | Szwajcaria      | 1 | 2 | 0 | 3     |
| 4.      | Wielka Brytania | 1 | 0 | 0 | 1     |
| 5.      | Rumunia         | 0 | 1 | 3 | 4     |
| 6.      | Łotwa           | 0 | 1 | 0 | 1     |